# یواس‌اس پی‌سی-۱۱۴۱
یواس‌اس پی‌سی-۱۱۴۱ (به انگلیسی: USS PC-1141) یک زیردریایی بود که طول آن ۱۷۳ فوت ۸ اینچ (۵۲٫۹۳ متر) بود. این زیردریایی در سال ۱۹۴۳ ساخته شد.